# Фоли
Фоли (хорв. Foli) — населений пункт у Хорватії, в Істрійській жупанії у складі громади Светвинченат.

## Населення
Населення за даними перепису 2011 року становило 55 осіб.
Динаміка чисельності населення поселення:

## Клімат
Середня річна температура становить 12,38 °C, середня максимальна – 26,78 °C, а середня мінімальна – -2,37 °C. Середня річна кількість опадів – 986 мм.
| Клімат поселення                              | Клімат поселення | Клімат поселення | Клімат поселення | Клімат поселення | Клімат поселення | Клімат поселення | Клімат поселення | Клімат поселення | Клімат поселення | Клімат поселення | Клімат поселення | Клімат поселення | Клімат поселення |
| Показник                                      | Січ.             | Лют.             | Бер.             | Квіт.            | Трав.            | Черв.            | Лип.             | Серп.            | Вер.             | Жовт.            | Лист.            | Груд.            |                  |
| Середній максимум, °C                         | 9,53             | 10,28            | 12,93            | 16,86            | 21,82            | 26,09            | 26,78            | 26,20            | 21,24            | 16,70            | 11,62            | 8,88             |                  |
| Середня температура, °C                       | 3,58             | 4,33             | 6,97             | 10,92            | 15,88            | 20,13            | 22,65            | 22,09            | 17,14            | 12,60            | 7,52             | 4,78             |                  |
| Середній мінімум, °C                          | −2,37            | −1,62            | 1,03             | 4,97             | 9,92             | 14,19            | 18,56            | 17,98            | 13,04            | 8,48             | 3,41             | 0,66             |                  |
| Норма опадів, мм                              | 74               | 61               | 71               | 79               | 69               | 81               | 59               | 84               | 88               | 109              | 120              | 91               |                  |
| Середньомісячна швидкість вітру, м/с          | 2.39             | 2.67             | 2.80             | 2.74             | 2.45             | 2.35             | 2.33             | 2.28             | 2.35             | 2.55             | 2.68             | 2.61             |                  |
| Середньомісячна сонячна радіація, кДж/м²·день | 4552             | 7460             | 10737            | 15170            | 19375            | 21056            | 21848            | 18931            | 14153            | 9151             | 4967             | 3877             |                  |
| --------------------------------------------- | ---------------- | ---------------- | ---------------- | ---------------- | ---------------- | ---------------- | ---------------- | ---------------- | ---------------- | ---------------- | ---------------- | ---------------- | ---------------- |
| Джерело:                                      |                  |                  |                  |                  |                  |                  |                  |                  |                  |                  |                  |                  |                  |